# رندی استیجبرگ
رندی استیجبرگ (به انگلیسی: Randy Stageberg) ژیمناست زادهٔ ۲۶ نوامبر ۱۹۹۰ میلادی اهل کشور ایالات متحده آمریکا است.